# Fantasía Pop
Fantasía Pop é o terceiro álbum de estúdio da banda electro-pop mexicana Belanova. Lançado em setembro de 2007 em toda a América e em abril de 2008 na Espanha. Gravado na Argentina. É considerado pela crítica o melhor álbum mexicano do ano de 2007. Vencedor do Grammy Latino na categoria "Melhor Álbum Pop Dupla ou Grupo". Fantasía Pop é a grande relíquia da banda, vendeu mais de 600 mil downloads digitais somente dentro do México, obtendo o recorde de álbum latino mais vendido da história em formato digital, garantindo disco de Diamante Digital no México.  Seu primeiro single "Baila Mi Corazón" também carimbou um grande recorde da música mexicana, é o single mais vendido em formato digital dentro do país, foram mais 3 milhões de tracks digitais somente dentro do México, 200 mil nos Estados Unidos e o total de 3,5 milhões por toda a América. No formato físico o album recebeu disco de Ouro no México com apenas 3 dias de lançamento, logo depois recebeu disco de platina no país; nos Estados Unidos ganhou disco de Ouro, em outros países como Porto Rico, Costa Rica, Honduras, Panamá, El Salvador e Guatemala também certificado de Ouro. O single promocional "Toma Mi Mano" foi tema do famoso filme mexicano "Hasta El Viento Tiene Miedo". Seu segundo single é "Cada Que...", a música mais tocada do ano de 2007 em todo o México, também vendeu 200 mil tracks digitais nos Estados Unidos obtendo 3 discos de platina. "One, Two, Three, Go! (1, 2, 3, Go!)" é o terceiro single de Fantasía Pop, vencedor da principal categoria Video do Ano do Los Premios MTV Latinoamérica, premiação da MTV dedicada a todos os artistas hispânicos, na mesma noite Belanova recebeu o prêmio de Melhor Artista, prêmios entregues por 30 Seconds to Mars e Katy Perry que também estavam presentes. Fechando a premiação Belanova fez uma incrível performance do single. "One, Two, Three, Go! (1, 2, 3, Go!)" alcançou número #1 no chart do país assim como o quarto e último single do álbum, "Paso El Tiempo".

## Faixas
| N.º | Título                                | Compositor(es)                          | Duração |  |
| 1.  | "Baila Mi Corazón"                    | Denisse Guerrero, R. Arreola, E. Huerta | 3:36    |  |
| 2.  | "One, Two, Three, Go! (1, 2, 3, Go!)" | Denisse Guerrero, R. Arreola, E. Huerta | 2:45    |  |
| 3.  | "Por Esta Vez"                        | Denisse Guerrero, R. Arreola, E. Huerta | 3:19    |  |
| 4.  | "Rockstar"                            | Denisse Guerrero, R. Arreola, E. Huerta | 3:06    |  |
| 5.  | "Paso El Tiempo"                      | Denisse Guerrero, R. Arreola, E. Huerta | 3:27    |  |
| 6.  | "Vestida de Azul"                     | Denisse Guerrero, R. Arreola, E. Huerta | 3:36    |  |
| 7.  | "Cada Que..."                         | Denisse Guerrero, R. Arreola, E. Huerta | 3:44    |  |
| 8.  | "Aún"                                 | Denisse Guerrero, R. Arreola, E. Huerta | 3:16    |  |
| 9.  | "Bye Bye"                             | Denisse Guerrero, R. Arreola, E. Huerta | 3:06    |  |
| 10. | "Me Pregunto"                         | Denisse Guerrero, R. Arreola, E. Huerta | 2:24    |  |
| 11. | "Toma Mi Mano"                        | Denisse Guerrero, R. Arreola, E. Huerta | 2:33    |  |
| 12. | "Dulce Fantasía"                      | Denisse Guerrero, R. Arreola, E. Huerta | 3:23    |  |

## Desempenho
| Paradas (2007/2008)                                      | Melhor posição |
| -------------------------------------------------------- | -------------- |
| México                                                   | 1              |
| Honduras                                                 | 1              |
| Panamá                                                   | 1              |
| Porto Rico                                               | 1              |
| Guatemala                                                | 1              |
| El Salvador                                              | 1              |
| Costa Rica                                               | 1              |
| Argentina                                                | 1              |
| Espanha                                                  | 4              |
| Estados Unidos Billboard Top Heatseekers (South Central) | 3              |
| Estados Unidos Billboard Top Heatseekers                 | 11             |
| Estados Unidos Billboard Latim Pop Albums                | 8              |
| Estados Unidos Billboard Latim Albums                    | 18             |

### Certificações
| Região         | Certificação        |
| -------------- | ------------------- |
| México         | 2× Diamante Digital |
| México         | Platina             |
| Estados Unidos | Ouro                |
| Porto Rico     | Ouro                |
| Guatemala      | Ouro                |
| Panamá         | Ouro                |
| El Salvador    | Ouro                |
| Honduras       | Ouro                |
| Costa Rica     | Ouro                |

## Singles
| Single               | Região         | Certificação         |
| -------------------- | -------------- | -------------------- |
| Baila Mi Corazón     | México         | 2× Diamante Ringtone |
| Cada Que...          | México         | 2× Diamante Ringtone |
| One, Two, Three, GO! | México         | 2× Diamante Ringtone |
| Baila Mi Corazón     | Estados Unidos | 3× Platina           |
| Cada Que...          | Estados Unidos | 3× Platina           |